# 南仙笑楚満人
南仙笑 楚満人（なんせんしょう そまひと、1749年（寛延2年）- 1807年4月16日（文化4年3月9日））は、江戸時代中期から後期にかけての戯作者。本姓は楠氏、通称は彦太郎。別号に仙人、志筍坊等。没後に為永春水が2代目南仙笑楚満人の筆名も使用したため、「初代」として区別される。

## 経歴・人物
江戸の生まれ。芝の宇田川町に住み、家業を営んだが、医師、書店、鞘師等多くの諸説があり、一定しない。
その後戯作に転じ、1783年（天明3年）に黄表紙を初めて刊行した。その後執行された寛政の改革の評判を題材とした戯作物を刊行し、一躍名を馳せた。作風はありふれていたが、評判は秀才であり敵討物の草双紙を使用した黄表紙を刊行し、作品数は300余にも上っている。これによって、1803年（享和3年）からは毎年10種の黄表紙を執筆し始めた。
文化4年3月9日没。墓所は増上寺山内の心光院。

## 主な作品

### 代表的な黄表紙
- 『敵討義女英』- 1795年（寛政7年）刊行。

### その他の黄表紙
- 『敵討三味線由来』- 1783年（天明3年）刊行。
- 『波南能家満』‐ 1778年（安永7年）刊行。
- 『おみなめし』‐ 1779年（安永8年）刊行。

そのうち、下記の二つは品川細見との共著とされている。